# Морил (Канзас)
Морил (енгл. Morrill) град је у америчкој савезној држави Канзас.

## Демографија
По попису из 2010. године број становника је 230, што је 47 (-17,0%) становника мање него 2000. године.
| Група             | 2000.       | 2010.       |
| Белци             | 266 (96,0%) | 217 (94,3%) |
| Афроамериканци    | 4 (1,4%)    | 0 (0,0%)    |
| Азијати           | 0 (0,0%)    | 0 (0,0%)    |
| Хиспаноамериканци | 1 (0,4%)    | 5 (2,2%)    |
| Укупно            | 277         | 230         |